# Eduardo Manzano Moreno
Eduardo Manzano Moreno (Madrid, 1960) es un historiador español especializado en Al-Ándalus.
Doctor en Historia Medieval por la Universidad Complutense de Madrid y Master of Arts en Near Eastern Studies (School of Oriental
and African Studies) por la Universidad de Londres, es profesor de Investigación en el Centro de Ciencias Humanas y Sociales del CSIC del que fue director entre 2006 y 2012. Ha sido investigador invitado en el St. Johns College de la Universidad de Oxford y profesor invitado de la Universidad de Chicago. Entre sus obras sobre Al-Ándalus destacan Conquistadores, emires y califas. Los Omeyas y la formación de al-Andalus (Barcelona, Editorial Crítica, 2006) y «The Iberian Peninsula and North Africa», en The New Cambridge History of Islam, vol II. 2009. En 2019 ha publicado La corte del califa. Cuatro años en la Córdoba de los califas omeyas (Barcelona, Editorial Crítica). Sobre el mundo islámico medieval publicó en 1992 Historia de las sociedades musulmanas en la Edad Media (Madrid, Editorial Síntesis).
También se ha ocupado de los usos sociales de la historia. En este campo su obra más destacada es La gestión de la memoria. La historia de España al servicio del poder (Barcelona, Editorial Crítica, 2000), escrita en colaboración con Juan Sisinio Pérez Garzón, Aurora Rivière y Ramón López Facal.
En 2010 publicó el segundo volumen de la Historia de España dirigida por Josep Fontana y Ramón Villares y editada conjuntamente por Marcial Pons y Editorial Crítica, con el título Épocas medievales.
En 2024 publicó España diversa. Claves de una historia plural en la editorial Crítica.